# Segunda guerra civil centroafricana
La segunda guerra civil centroafricana es un conflicto entre la coalición rebelde Seleka y el Ejército Gubernamental. Muchos de los insurrectos son excombatientes de la guerra civil de 2004 que acusan al presidente François Bozizé de incumplir los tratados de paz que se firmaron en 2007.
Las fuerzas rebeldes han capturado muchas de las mayores ciudades en las regiones central y oriental del país.

## Trasfondo

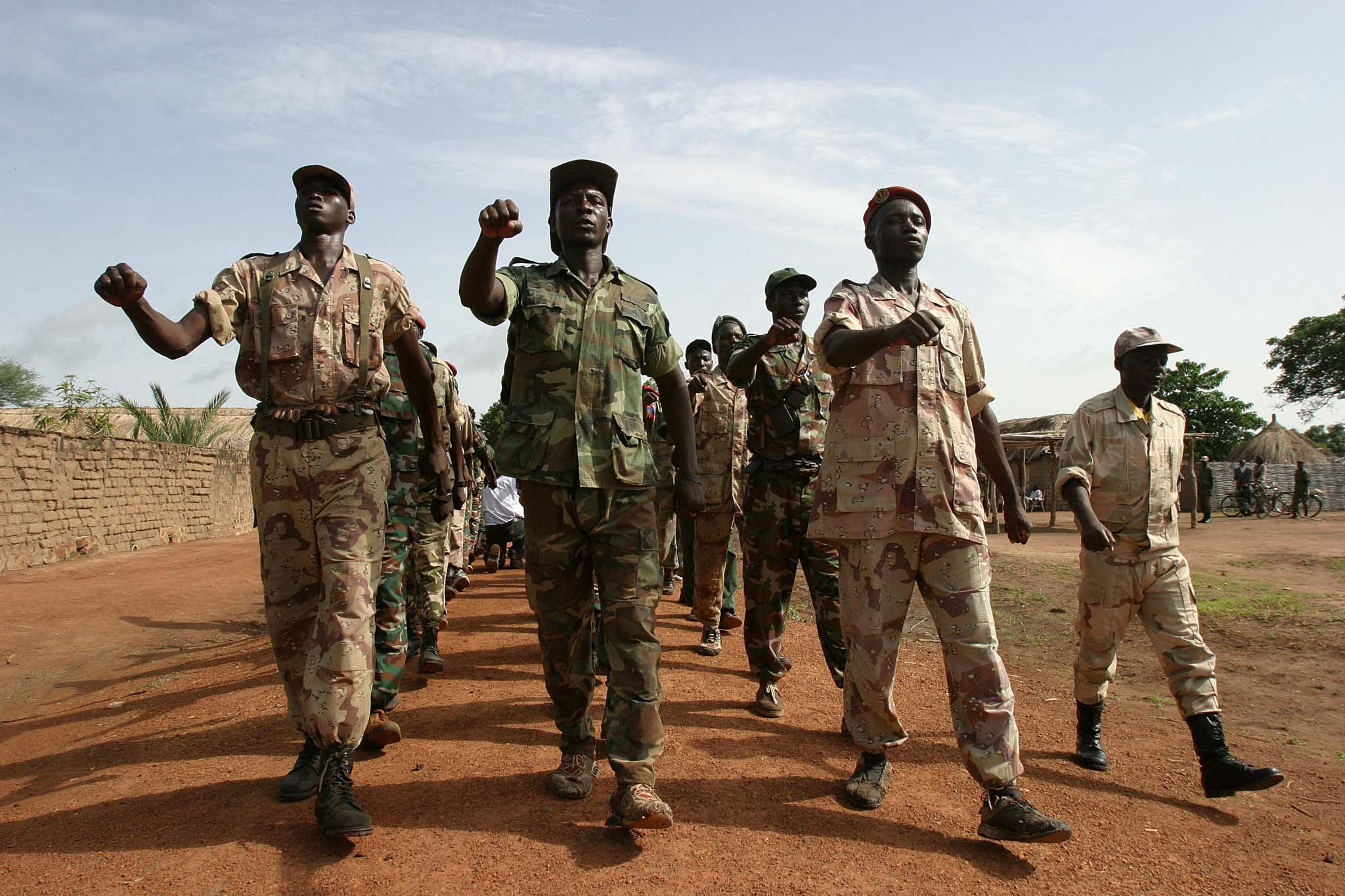
Rebeldes en junio de 2007

La guerra civil de 2004 comenzó con la rebelión de la Unión de Fuerzas Democráticas para la Reagrupación (UFDR) contra el Presidente François Bozizé, la cual degeneró rápidamente en una guerra. Sin embargo, en 2007 se llegó a un acuerdo de paz entre el Gobierno y la UFDR que comprendía una amnistía para sus miembros, su legalización como partido político y la integración de sus combatientes en el Ejército.
Según datos de Human Rights Watch (HRW), cientos de civiles fueron asesinados, más de 10.000 casas fueron incendiadas y 212.000 personas resultaron desplazadas, principalmente en el norte del país.

## Cronología de los acontecimientos

### Golpe de Estado de 2013
El 22 de marzo de 2013 los rebeldes rompieron el alto al fuego, tomando control de las ciudades de Damara y Bossangoa. Surgió entonces el temor de que Bangui sería tomada de un momento a otro, provocando una crisis de pánico en su población. En el día 23, los rebeldes logran entrar a la capital tras intensos combates en los barrios aledaños al Palacio de Gobierno. Al día siguiente, los revolucionarios logran tomar el control del recinto gubernamental tras intensos tiroteos entre ellos y los defensores del lugar. Bozizé huye a la República Democrática del Congo y Michel Djotodia queda como presidente interino del país. La Unión Africana decidió suspender al país a raíz del quiebre institucional.

### Combates de ex-Seléka y Anti-balaka (2014-2020)

#### Intento de paz de 2015
El 10 de mayo de 2015 los grupos armados rivales de República Centroafricana, Seleka y anti-balaka, firmaron un Acuerdo de Paz mediante el que se comprometen al desarme de sus milicias, así como de comenzar un proceso judicial por los crímenes de guerra cometidos durante los dos años de conflicto en el país. El acuerdo tuvo lugar dentro del Foro de Bangui que se está celebrando en la capital del país y contó con la firma de diez grupos armados junto al Ministerio de Defensa. El acuerdo dice que los combatientes de todos los grupos armados en la República Centroafricana, «se comprometen a disponer las armas y renunciar a la lucha armada como medio de hacer declaraciones políticas, así como de entrar en el proceso de Desarme, Desmovilización, Reinserción y Repatriación (DDRR)» además se trataron otras cuestiones como el desarme de los niños soldados entre otros puntos que estarán vigilados por diez mil soldados de paz de las Naciones Unidas
Para la semana del 4 de noviembre de 2015, hubo nuevamente enfrentamiento contra los rebeldes cuando escoltaban un convoy de la misión europea de asesoramiento, sin sufrir daños materiales ni personales.

#### Retirada francesa
El 30 de marzo de 2016 Francia anunció su retirada en el transcurso del mismo año aunque sin indicar fecha precisa. Francia, que llegó a tener 2.500 soldados en ese país, conserva en la actualidad un contingente de 900, que será paulatinamente reducido a lo largo de 2016. Su misión de seguridad será asumida por los cascos azules de la ONU destacados en la Minusca, que tiene previsto desplegar 12.000 soldados. Por otra parte algunos soldados franceses se mantendrán dentro de la operación de la Unión Europea para formar a las tropas centroafricanas.

### Mercenarios rusos y ofensivas gubernamentales (enero de 2021-presente)
Desde enero de 2021, con la ayuda de mercenarios rusos, los rebeldes han estado en retirada por primera vez en años. El 25 de enero de 2021, las fuerzas de la República Centroafricana, respaldadas por las CMP (Compañías militares privadas) rusas y las tropas de Ruanda, atacaron Boyali y mataron a 44 rebeldes que estaban tramando un asalto a la capital. Posteriormente, las fuerzas de la República Centroafricana, apoyadas por los contratistas rusos y las tropas de Ruanda, capturaron varias ciudades estratégicas a lo largo de febrero de 2021, incluido ing Bossembele, Bouar, Beloko y Bossangoa. Mientras se hacía retroceder a los rebeldes, Valery Zakharov les instó a entregar a sus líderes a las fuerzas de seguridad de la República Centroafricana. Durante los combates, la Coalición de Patriotas por el Cambio (CPC) rebelde afirmó que sus combatientes mataron a varios miembros de la CMP de Wagner y capturaron uno cuando destruyeron su camión cerca de Bambari el 10 de febrero.
Los avances del gobierno, con el apoyo de las fuerzas rusas y ruandesas, continuaron durante marzo, abril y mayo de 2021. Esto incluía la captura de las ciudades estratégicas de Bria y Kaga-Bandoro y la subprefectura de Bakouma. Algunas ciudades también fueron tomadas únicamente por las CMP rusas, incluyendo Nzacko. En al menos un caso, los mercenarios supuestamente incluían sirios.
El 25 de marzo, el líder rebelde del grupo 3R, Sidiki Abass, cuyo grupo está acusado de crímenes de guerra, sucumbió a sus heridas en la parte norte del país. En abril de 2021, la UPC, entonces el mayor de los grupos rebeldes armados, se retiró del CPC y pidió hablar con el gobierno. Se vio que los rebeldes se estaban alejando de las ciudades hacia áreas periféricas y recurriendo a tácticas de guerrilla en lugar de lucha abierta.
A mediados de mayo, los rusos capturaron una aldea a unos 40 km de Bambari durante los combates que dejaron 20 muertos. Además, a fines de mes, las PMC rusas y sirias del Grupo Wagner atacaron un puesto de control rebelde en la entrada de un pueblo a 28 km de Bria, matando a tres combatientes del PCCh. Hacia fines de julio, el ejército de la RCA estaba dejando la línea del frente contra el CPC a las PMC. El plan era que las tropas gubernamentales ocuparan las posiciones capturadas después de que fueran aseguradas por los mercenarios.

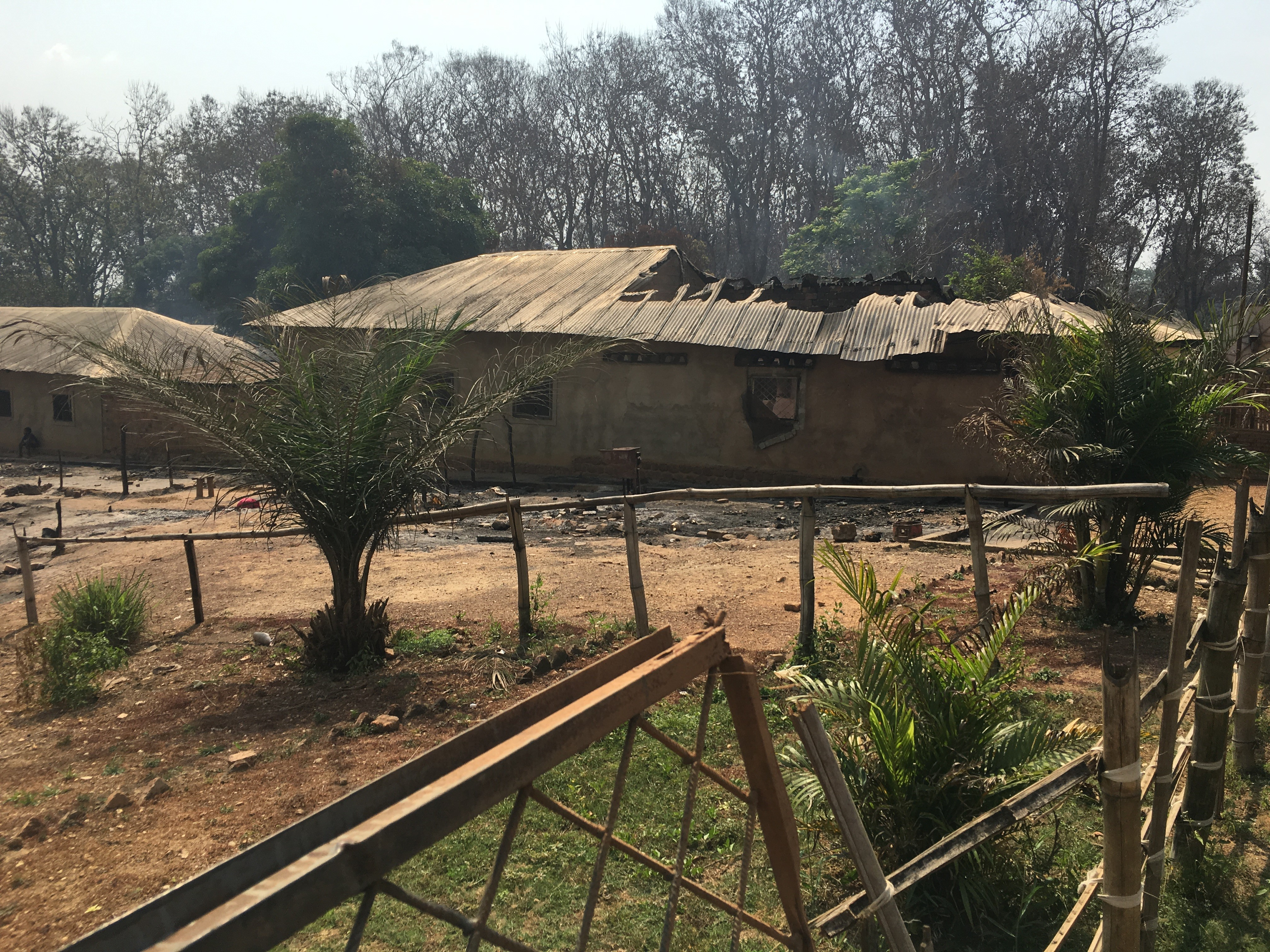
Casa quemada en Alindao.

El aumento de la influencia de Rusia a expensas de Francia en su antigua colonia dio lugar a una campaña de desinformación en Facebook entre las dos potencias y Francia suspendió la ayuda y la cooperación militar con el gobierno de la República Centroafricana en mayo de 2021.
El 5 de octubre de 2021, 34 civiles fueron asesinados por presuntos rebeldes de la UPC en la aldea de Matchika cerca de Bambari. Entre el 6 y el 16 de diciembre de 2021, combatientes antibalaka de la facción progubernamental mataron a varios civiles musulmanes en la comuna de Boyo por sus presuntos vínculos con los rebeldes de la UPC.
Los días 16 y 17 de enero de 2022, mercenarios rusos mataron al menos a 65 civiles en las aldeas de Aïgbado y Yanga. En marzo de 2022 lanzaron una gran ofensiva contra grupos armados en el norte del país, durante la cual habrían asesinado a cientos de civiles, en su mayoría mineros artesanales. En abril de 2022, una serie de enfrentamientos entre comunidades en los que participaron rebeldes 3R y la facción progubernamental de Anti-balaka provocaron decenas de muertes y el desplazamiento de más de 1000 personas en Gadzi.

## Intervención militar internacional
Para restablecer el orden en la República Centroafricana del conflicto bélico que padeció y padece el país se decidió enviar una misión militar. Durante el proceso de planeamiento de la operación se designó al Cuartel General Operacional de la Unión Europea de Larissa (Grecia) como autoridad de planeamiento y Francia se ofreció como nación marco para la operación, aportando el Cuartel General de la Fuerza y siendo nombrado el general francés Philippe Pontiès como jefe de la misión, por ello Francois Hollande presidente de Francia decidió enviar de Francia una fuerza de cerca de 2 mil soldados en la denominada Operación Sangaris. España es la segunda fuerza que más hombres y apoyo le da a la misión luego de Francia con 22 militares españoles de un total de 60 efectivos internacionales que tiene la misión (hasta el 30 de agosto de 2015) están al mando del Coronel Juan José Martín.

### Ataques y bajas
Por otra parte las tropas españolas han intervenido ayudando en misión de adiestramiento a las fuerzas gubernamentales pero han sufrido ataques, en cambio las fuerzas francesas que intervienen directamente en el conflicto han sufrido bajas fatales de tres soldados franceses muertos y 120 heridos. Por su parte se ha registrado que el saldo de bajas españolas es de un efectivo militar herido condecorado con una medalla al igual que otro militar español también condecorado e involucrado también en otro ataque, ambos soldados atacados en Bangui.

## Atrocidades cometidas

### Abusos sexuales
Las fuerzas francesas, destacadas en dicho país africano, han sido acusadas de cometer abusos sexuales a menores.Tales abusos están siendo investigados. Además de casos de abusos sexuales llevados a cabo por fuerzas francesas también se han dado casos de abusos sexuales llevados a cabo por cascos azules pertenecientes a tres países distintos instalados en la República en la cual mujeres, chicas adolescentes y niñas fueron blanco de estos actos horrorosos.

### Atrocidades religiosas
Se argumenta que el enfoque inicial destinado a desarmar exclusivamente a los Séléka, sin darse cuenta, entregó la ventaja a los anti-balaka, lo que provocó el desplazamiento forzado de civiles musulmanes en Bangui y el oeste de la República Centroafricana. Si bien las comparaciones a menudo se plantearon como el "próximo Ruanda", otros sugirieron que el Genocidio bosnio  puede ser más adecuado ya que la gente se estaba mudando a vecindarios limpiados religiosamente. Incluso mientras Séléka se acercaba a la capital, comenzaron los enfrentamientos en el barrio PK5 de Bangui, donde fueron atacados miembros de grupos étnicos vinculados a Séléka, como los Gula. Después de la retirada de los líderes de Séléka de Bangui, hubo una ola de ataques contra los musulmanes con pogromos y saqueos en los barrios en donde eran mayoría, incluido el linchamiento del exministro de Salud musulmán Dr. Joseph Kalite por grupos cristianos de autodefensa. Se informó que muchos de estos linchamientos incluian la presencia de soldados uniformados,  que apedreaban a musulmanes para posteriormente descuartizar y quemar sus cuerpos en las calles. En 2014, Amnistía Internacional informó sobre varias masacres cometidas por los antibalakas contra los civiles musulmanes, obligando a miles de musulmanes a huir del país. Otras fuentes informan sobre incidentes de canibalismo de musulmanes. El 10 de abril, las tropas de MISCA escoltaron a más de 1.000 musulmanes que huían a Chad y una fuente policial dijo que "ni un solo musulmán permanece en Bossangoa". La población musulmana de Bangui se redujo en un 99 %, de 138 000 a 900. En 2015, Samantha Power, embajadora de EE. UU. ante las Naciones Unidas, dijo que 417 de las 436 mezquitas del país habían sido destruidas y que las mujeres musulmanas tenían tanto miedo de salir en público que daban a luz en sus casas en lugar de ir al hospital.
Eric Danboy Bagale, jefe de la guardia del expresidente François Bozizé y jefe de las milicias anti-Balaka, en su mayoría cristianas, fue arrestado en París el 19 de septiembre de 2020 por crímenes de guerra en relación con los asesinatos por venganza.